# Oladipo Diya
Donaldson Oladipo Diya (* 3. April 1944 in Odogbolu, Ogun; † 26. März 2023) war ein nigerianischer Politiker und Offizier der Streitkräfte, der unter anderem zwischen 1984 und 1985 Gouverneur des Bundesstaates Ogun sowie von 1993 bis 1997 Generalstabschef und Vizepräsident Nigerias war.

## Leben

### Lehrer, Offizier und Gouverneur von Ogun
Diya, der aus dem Volk der Yoruba stammte, war der Sohn eines Eisenbahnmitarbeiters. Nach dem Besuch der Yaba Methodist Primary School wechselte er 1956 zur Odogbolu Grammar School und schloss diese 1962 mit einem West African School Certificate ab. Im Anschluss arbeitete er für ein Jahr als Mathematiklehrer an der Bode Thomas Memorial Grammar School, ehe er 1963 wegen einer besseren Bezahlung Techniker bei der staatlichen Eisenbahngesellschaft Nigerian Railway Service wurde.
Allerdings trat er 1964 als Kadett in die Nigerian Defence Academy ein und wurde im März 1966 als Unterleutnant Offizier der nigerianischen Streitkräfte. In der Folgezeit war er Zugführer im in Ikeja stationierten 6. Bataillon sowie dort auch Adjutant des Bataillonskommandeurs. Unmittelbar darauf wurde er 1967 zum Einsatz im Biafra-Krieg einberufen und war dort als Hauptmann und danach als Major bis 1970 Kommandeur des neu geschaffenen 101. Bataillons.
Danach war Diya zwischen 1970 und 1979 Direktor der Personalabteilung der Infanterie in Jaji und absolvierte während dieser Zeit zwischen 1971 und 1972 eine Fortbildung an der U.S. Army School of Infantry in Fort Benning. Nachdem er zwischen 1979 und 1980 Kommandeur des nigerianischen Kontingents der United Nations Interim Force in Lebanon (UNIFIL) war, wurde er Oberst im Generalstab der in Jos stationierten 3. Infanteriedivision und danach 1981 Kommandeur der Pioniereinheiten der 31. Luftlandebrigade sowie zeitgleich Direktor des Nachrichtendienstes der Armee in Makurdi.
Nach dem Putsch gegen Präsident General Shehu Shagari im Dezember 1983 wurde Diya im Januar 1984 als Nachfolger von Bisi Onabanjo zum Militärgouverneur von Ogun ernannt, einem Bundesstaat im Südwesten. Dieses Amt übte er bis zu seiner Ablösung durch Oladayo Popoola im August 1985 aus. In dieser Funktion führte er eine umstrittene Steuer gegen die für den Südwesten Nigerias bekannten verschwenderischen Sozialparteien ein. Danach war er als General Officer Commanding (GOC) im Rang eines Brigadegenerals sowie nach seiner Beförderung 1988 als Generalmajor Befehlshaber der 82. Division in Enugu, ehe er 1990 diesen Posten abgeben musste und Direktor für Forschung und Entwicklung der Streitkräfte wurde. Danach wurde er 1992 Kommandant für die Pionierausbildung am National War College sowie 1993 Chef des Verteidigungsstabes (Chief of Defense Staff).

### Vizepräsident, Verurteilung zum Tode und Amnestie
Im Juni 1993 gehörte er zu den Gegnern der vom Militär verhängten Annullierung der Präsidentschaftswahlen vom 12. Juni 1993, die der ebenfalls aus dem Volk der Yoruba stammende Moshood Abiola von der Sozialen Demokratische Partei (SDP) mit 58,36 Prozent gewonnen hatte. Er wäre damit Nachfolger von Präsident Ibrahim Babangida geworden wäre. Dieser setzte nach der Annullierung der Wahl allerdings im August 1993 eine zivile Regierung unter Ernest Shonekan einsetzte. Während der durch die Annullierung entstandenen Krise war Diya Vermittler zwischen dem Militär und den größtenteils aus Yoruba stammenden prodemokratischen Aktivisten, die Sani Abacha, der als Generalstabschef höchster Offizier der Streitkräfte war, drängten, die Macht zu ergreifen und an Abiola zu übergeben. Als Abacha im November 1993 putschte, war Generalleutnant Diya der starke Mann hinter ihm und als Generalstabschef einer von dessen maßgeblichen Unterstützern. Allerdings nahm sein Einfluss deutlich ab, als Abacha seine eigene Machtposition ausbaute. 1994 wurde er Vize-Vorsitzender des Provisorischen Regierungsrates und damit de facto Vizepräsident.
Während dieser Zeit begann Diya 1993 auch ein Studium der Rechtswissenschaften an der University of Nigeria in Nsukka, das er an der Ahmadu Bello University in Zaria sowie der Nigerian Law School fortsetzte. Nach Abschluss des Studiums erhielt er eine anwaltliche Zulassung als Barrister.
In der Folgezeit überzeugte er drei prominente Führer der Yoruba, dem Kabinett Abacha beizutreten, um diesem mehr Ansehen und Kreditwürdigkeit zu geben. Allerdings wurde alle drei Minister entlassen. Diya selbst wurde im Dezember 1997 zusammen mit einigen anderen Offizieren wie Generalmajor Tajudeen Olanrewaju, Generalmajor Abdulkareem Adisa, Oberst E. I. Jando, Oberst Yakubu Bako, Oberst O. O. Akinyode, Major A. A. Fadipe, Major B. M. Mohammed und Lance Corporal Galadima Tanko wegen eines angeblichen Putsches gegen General Abacha verhaftet, inhaftiert und von einem Militärtribunal zum Tode verurteilt.
Nachdem General Abdulsalami Abubakar nach dem Tod von Abacha am 9. Juni 1998 die Herrschaft übernahm, entließ dieser zahlreiche politische Gefangene, aus unerklärten Gründen allerdings nicht die Diya und die angeblichen Mitverschwörer. Allerdings wurde er im März 1999 zusammen mit 95 anderen Offizieren, die an dem Putschversuch gegen Abacha beteiligt gewesen sein sollten, im Rahmen einer Amnestie entlassen. Allerdings wurde er aus der Armee entlassen und ihm untersagt, seinen militärischen Rang zu führen.